# Spruce Street (Manhattan)
Spruce Street es una calle de tres cuadras en el Distrito Financiero  del Lower Manhattan, en Nueva York. Comienza en Park Row, cerca del pie del puente de Brooklyn, y corre hacia el este hasta Gold Street, cruzando con Nassau Street.

## Historia
Spruce Street originalmente se llamaba George Street, en honor a Jorge III del Reino Unido, y fue diseñada alrededor de 1725 por colonos ingleses. En 1817 se la conocía coloquialmente como Little George Street.
150 Nassau Street y New York Times Building (41 Park Row) se encuentran en la esquina con Nassau Street. 8 Spruce Street está al lado del New York Downtown Hospital y contiene una entrada para la escuela adyacente Spruce Street. La calle también contiene la entrada principal del Centro de Artes Michael Schimmel, así como una de la Universidad de Pace ubicada en la misma cuadra.

## En cultura popular
Spruce Street se menciona en la novela de ciencia ficción Time and Again de Jack Finney.